# Heteroscytus
Heteroscytus is een geslacht van wantsen uit de familie van de Miridae (Blindwantsen). Het geslacht werd voor het eerst wetenschappelijk beschreven door Odo Reuter in 1909.

## Soorten
Het genus bevat de volgende soorten:

- Heteroscytus multifarior (Berg, 1879)
- Heteroscytus multifarius (Berg, 1878)